# 李存乂
李存乂（？—926年），后唐太祖李克用之子，生母不详，后唐庄宗李存勗之弟。
同光三年（925年）十二月辛亥，诏封睦王。李存乂历任建雄、保大二军节度使。李存乂是郭崇韬的女婿，郭崇韬被杀后，李存乂和术士杨千郎在家饮酒聚会，对岳父打抱不平。宦官为去除郭崇韬党羽，对庄宗说“存乂对诸将攘臂垂泣，为崇韬称冤，言辞怨望”。庄宗知道后，派兵将其囚禁在宅第中，不久杀了他。伶官郭从谦以李存乂为义父，不知李存乂已死，后来发起兵变即興教門之變，想奉李存乂为主，而庄宗也在平定郭从谦的战斗中被流矢所杀。

## 延伸阅读
[在维基数据编辑]
 《舊五代史·卷51》，出自薛居正《舊五代史》